# 策略事業單位
策略事業單位（strategic business unit）簡稱SBU，是以提供產品及市場區隔為主的利潤中心。策略事業單位可能是大型事業體中的一部份，但多半會有自身的行銷規劃、競爭者分析及市场营销策略。
策略事業單位可以是大型企業中的一個事業單位，也可以是一個子公司，甚至是獨立的公司。企業會由幾個策略事業單位組合而成，每個策略事業單位都要為其營利負責。現今的公司可能會用市场划分或是事業部來指策略事業單位，或是由數個策略事業單位組成的更大型組織。
奇異電氣就是一個由策略事業單位組成的公司，策略事業單位可以調整大部份影響其績效的因素，策略事業單位個個獨立運作，但需要對其上層的事業部門負責。
商業作家迈克尔·波特有發展針對事業單位的價值鏈模型，也就是在特定產業中某公司的活動方式。